# Barr Pharmaceuticals
Barr Pharmaceuticals war ein US-amerikanisches Pharmaunternehmen mit Firmensitz in Pomona, New York. Das Unternehmen gehörte zu den zehn größten Generikaherstellern weltweit und war im Aktienindex S&P 500 gelistet.
Das Unternehmen wurde 1970 von Edwin A. Cohen und einem Partner im Bundesstaat New York gegründet. 1972 brachte das Unternehmen sein erstes Generikum auf den Markt. Zunächst produzierte das Unternehmen hauptsächlich Antibiotika. 1997 begann das Unternehmen in die Entwicklung eigener Produkte zu investieren, bereits im September 1998 erhielt Barr die Zulassung für das erste selbst entwickelte Produkt, ein Kontrazeptivum. Im Oktober 2006 wurde das kroatische Unternehmen Pliva von Barr Pharmaceuticals erworben.
Am 18. Juli 2008 wurde bekannt, dass Barr Pharmaceuticals von Teva Pharmaceutical Industries, dem israelischen Weltmarktführer im Bereich Generika, übernommen werden soll, was am 23. Dezember 2008 erfolgte.